# 杜梅什蒂鄉 (瓦斯盧伊縣)
46°51′N 27°17′E / 46.850°N 27.283°E
杜梅什蒂鄉（羅馬尼亞語：Comuna Dumești, Vaslui），是羅馬尼亞的鄉份，位於該國東北部，由瓦斯盧伊縣負責管轄，面積58平方公里，海拔高度150米，2007年人口3,649，人口密度每平方公里63人。